# Eremophila compressa
Eremophila compressa är en flenörtsväxtart som beskrevs av R.J. Chinnock. Eremophila compressa ingår i släktet Eremophila och familjen flenörtsväxter. Inga underarter finns listade i Catalogue of Life.